# Marisa Fernández
Marisa Fernández, a właściwie María Isabel Fernández Conde (ur. 6 września 1982 w Sewilli w Hiszpanii) – hiszpańska siatkarka, reprezentantka kraju, grająca jako środkowa. Obecnie występuje w drużynie Igtisadchi Baku.

## Kariera
| Klub                             | Kraj        | Od        | Do        |
| Universidad Granada              | Hiszpania   | 2000–2001 | 2002–2003 |
| Club Voleibol Playas de Benidorm | Hiszpania   | 2003–2004 | 2003–2004 |
| Cajasur Cordoba                  | Hiszpania   | 2004–2005 | 2004–2005 |
| Hotel Cantur Las Palmas          | Hiszpania   | 2005–2006 | 2006–2007 |
| CAV Murcia 2005                  | Hiszpania   | 2007–2008 | 2007–2008 |
| Panathinaikos Ateny              | Grecja      | 2008–2009 | 2008–2009 |
| Robur Tiboni Volley Urbino       | Włochy      | 2009–2010 | 2009–2010 |
| Igtisadchi Baku                  | Azerbejdżan | 2010–2011 | ...       |

## Sukcesy
- Mistrzostwa Hiszpanii:
  -  2007/2008
- Superpuchar Hiszpanii:
  -  2008
- Mistrzostwa Grecji:
  -  2008/2009
- Puchar Grecji:
  -  2008/2009